# Radu Ioanid
Radu Ioanid (n. 11 iunie 1953, București, România) este un istoric și filozof de origine evreiască, originar din România și stabilit in Statele Unite ale Americii. Începând din martie 2020 Ioanid este ambasador al României în Israel.

## Studii și carieră în România
A obținut diploma de Master în Sociologie (1976), acordată de Universitatea din București și titlul de Doctor în Filosofie (1983), acordat de Universitatea din Cluj.
Între 1976 și 1986 a lucrat ca sociolog în cadrul Institutului de Proiectare a Construcțiilor Tipizate din București.

## Studii și carieră în SUA și Franța
A emigrat din România în martie 1987 și s-a stabilit în Statele Unite ale Americii.
A obținut titlul de Doctor în Istorie (1995), acordat de École des Hautes Études en Sciences Sociales din Paris.
Din decembrie 1990 până în septembrie 2000 a deținut diverse funcții manageriale și de cercetare la Muzeului Memorial al Holocaustului din Washington. A fost vice-președinte al Comisiei Internaționale pentru Studiul Holocaustului în România, prezidate de Elie Wiesel, în perioada octombrie 2003-noiembrie 2004. Din septembrie 2000 este director al "International Archival Programs Division" din cadrul Muzeului Holocaustului din Washington.
Comisia Internațională pentru Studiul Holocaustului în România a elaborat raportul științific în baza căruia Ion Iliescu a admis oficial participarea României la genocidul îndreptat împotriva evreilor în timpul celui de-al Doilea Război Mondial.
În martie 2020 Ioanid a fost numit ambasador al României în Israel.

## Scrieri

### În limba română
- Sabia arhanghelului Mihail: Ideologia fascistă în România, 1994
- Evreii sub regimul Antonescu', Bucuresti, Editura Hasefer, 1998
- (coautori Michelle Kelso, Luminița Mihai Cioabă), Tragedia romilor deportați în Transnistria 1942 - 1945, 492 p., Editura Polirom, 2009, ISBN:9789734613335
- Dosarul Brucan. Documente, 792 p., Editura Polirom, 2013, ISBN:9789734639045
- Pogromul de la Iași - Album, 240 p., Editura Curtea Veche, 2014, ISBN:9786065887541
- Securitatea și vînzarea evreilor. Istoria acordurilor secrete dintre România și Israel, 576 p., Editura Polirom, 2015, ISBN:9789734650729
- Pogromul de la Iași, 142 p., Editura Institutului Național pentru Studierea Holocaustului din România "Elie Wiesel"; Editura Polirom, 2021, ISBN:9786069452646

### Traduse în alte limbi
- Radu Ioanid  (Author),‎ Elie Wiesel (Afterword), The Ransom of the Jews: The Story of Extraordinary Secret Bargain Between Romania and Israel, ISBN-13: 978-1566635622; ISBN-10: 1566635624
- Radu Ioanid  (Author), The Holocaust in Romania: The Destruction of Jews and Gypsies Under the Antonescu Regime, 1940-1944, 2008
- Radu Ioanid  (Author),‎ Peter Heinegg (Translator), The Sword of the Archangel: Fascist Ideology in Romania, 1990
- Radu Ioanid  (Author), Radu Ioanid, La Roumanie et la Shoah, Destructions et survie des Juifs et des Tsiganes sous le régime Antonescu, 1940-1944, Editions de la Maison des Sciences de l’Homme, Paris, 2002.
- Radu Ioanid (Author), Le Pogrom de Jassy: 28 juin - 6 juillet 1941, Publication: Paris,Calmann-Lévy, 2015 ISBN-10: 2702157041, ISBN-13: 978-2702157046
- Radu Ioanid  (Author),‎ Elie Wiesel (Foreword), Alexandru Florian (Introduction), The Iași Pogrom, June–July 1941. A Photo Documentary from the Holocaust in Romania, 200 pages, 129 b&w illus, 2017, ISBN: 978-0-253-02583-8